# Hinnerup Station
Hinnerup Station er en dansk jernbanestation i stationsbyen Hinnerup i Østjylland, 12 km nordvest for Aarhus.
Stationen ligger på jernbanestrækningen mellem Aarhus og Randers. Den betjenes af GoCollectives tog mellem Aarhus–Struer, mens DSB's tog kører igennem uden stop. I 2013 havde Hinnerup 1.009 daglige passagerer. Det er ikke muligt at se nyere, samlede tal, da GoCollective ikke længere medvirker i DSB's såkaldte Vesttælling.

## Historie
Stationen blev anlagt ifm. med anlægget af første etape af den jyske længdebane mellem Aarhus og Randers. Den blev anlagt på foranledning af daværende lensgreve ved Frijsenborg C.E. Frijs (H), der senere blev konseilspræsident. C.E. Frijs opførte derfor en cellulosefabrik ved den lille landsby med fem gårde, som senere blev kendt som Hinnerup. Dette var et krav fra DSB's side. Mellem Frijsenborg og stationen anlagde greven en 11 km lang lige vej, Linen, gennem sin skov. Stationen blev indviet 3. september 1862 af Kong Frederik VII og grevinde Danner.
I 1911 stod en ny stationsbygning færdig, en bygning, der stadig eksisterer, men i dag anvendes til værested for pensionister og efterlønsmodtagere.

### Nedlæggelse
I 1979 besluttede DSB at nedlægge Hinnerup Station efter flere år med svigtende passagertal. Dette skyldes primært den store konkurrence fra privatbilismen, der op igennem 1960'erne havde overtaget personbefordringen fra jernbanen.

### Genåbning
I begyndelsen af 1990'erne besluttede Folketinget at genåbne Hinnerup Station. DSB ville anvende denne som en forsøgsstation, der skulle afgøre hvorvidt der skulle åbnes flere stationer i området. Stationen blev (gen)indviet den 29. maj 1994, og havde ved DSB's Vesttælling i 1996 260 daglige passagerer. Åbningen skete som et samarbejde mellem daværende Hinnerup Kommune, der betalte alle udgifterne ved anlægget.
Dermed var DSB's forudsætning indfriet. Aage Frandsen (F) stillede i 1997 daværende trafikminister Bjørn Westh (A) et § 20-spørgsmål, der skulle afklare DSB planer for at åbne flere stationen i området, herunder etableringen af stationer i Stilling, Hørning, Hasselager, Åby, Gellerup, Brabrand og Mundelstrup. Af disse blev Hørning station genåbnet i 2001.
Den statslige jernbanedrift overgik i 1997 til Banestyrelsen, som i 2001 udarbejdede et forslag til udviklingen af nærbane drift ved Aarhus. I denne forslog man at etablere nærbanedrift mellem Aarhus-Hadsten, hvilket dog forudsatte et tredje perronspor i Hadsten. Udover dette forslog man at oprette stationer i Søften, Mundelstrup, Brabrand og Åbyhøj. Der er dog ingen af disse stationer, der er åbnet pr. dags dato (2020).

### Letbane
Der har tidligere været planer om at udbygge Aarhus Letbane mellem Hinnerup Station og Lisbjergskolen. I 2021 besluttede kommunalbestyrelsen at VVM-undersøgelsen også skulle vurdere en busløsning mellem Hinnerup og Lisbjerg. Kommunalbestyrelsen besluttede dog i 2023 at sige nej både til letbane og busløsning. Favrskov Kommune valgte endvidere i 2023 at fjerne arealreservationerne til et letbanetracé.